# Leptolalax ventripunctatus
Leptolalax ventripunctatus es una especie  de anfibios de la familia Megophryidae.

## Distribución geográfica
Se encuentra en la  China y, posiblemente en Laos.

## Estado de conservación
Se encuentra amenazada de extinción por la pérdida de su hábitat natural.